# José de Jesús Ortiz y Rodríguez
José de Jesús Ortiz y Rodríguez (Pátzcuaro, 28 de noviembre de 1849 - Guadalajara, Jalisco, 19 de junio de 1912) fue un religioso católico mexicano que fue obispo de Chihuahua y arzobispo de Guadalajara.

## Biografía
José de Jesús Ortiz nació en la ciudad de Pátzcuaro, Michoacán: sus padres Jesús Ortiz de Ayala (n. 1820) y Dolores Rodríguez Cornejo (n. 1826); su abuelo Don José Buenaventura Ortiz de Ayala Ruiz de Chávez (n. 1791), descendiente de un linaje antiguo de familia noble Purépecha.  Realizó sus primeros estudios en Pátzcuaro y de ahí pasó al Colegio de San Nicolás en Morelia en 1863 y al año siguiente ingresó al seminario de la misma ciudad a estudiar física, asignatura que posteriormente impartiría en la misma institución.
En 1867 se traslada a la Ciudad de México a continuar sus estudios y en el año de 1870 se titula como abogado, tras lo cual regresó a Morelia a ejercer su profesión y a impartir clases en el seminario. Tras desempeñarse como maestro, ingresó como alumno al seminario y el 23 de julio de 1876 recibió la tonsura y las órdenes menores, el 23 de julio de 1876 el subdiaconado y el 25 de julio el diaconado y finalmente el 25 de marzo de 1877 fue ordenado sacerdote por el arzobispo de Michoacán José Ignacio Árciga y Ruiz de Chávez.
Retornó al seminario como maestro y en 1880 fue nombrado vicerrector del mismo, en 1884 asumió el cargo de prebendado de la Catedral Metropolitana de Morelia y en 1888 recibió los nombramientos de provisor, gobernador de la mitra y vicario general de la Arquidiócesis de Michoacán.

### Obispo de Chihuahua
Desempeñaba estos últimos cargos cuando el 15 de junio de 1893 el papa León XIII lo nombró primer Obispo de Chihuahua; recibió la ordenación episcopal el 10 de septiembre del mismo año en la Catedral de Morelia, siendo su consagrante el arzobispo Árciga y Ruiz de Chávez, y fungiendo como co-consagrantes Rafael Sabás Camacho y García, Obispo de Querétaro y Francisco Melitón Vargas y Gutiérrez, Obispo de Tlaxcala (Puebla de los Ángeles).
Arribó a la ciudad de Chihuahua el 3 de octubre asumiendo el gobierno de la diócesis; se dedicó principalmente a la organización de la nueva diócesis, instalando la curia y las oficinas del obispado, así como a visitar el extenso territorio de la misma, recorriéndolo en su totalidad y llegando a visitar poblaciones tan alejadas de la sede episcopal como Batopilas o Guadalupe y Calvo.

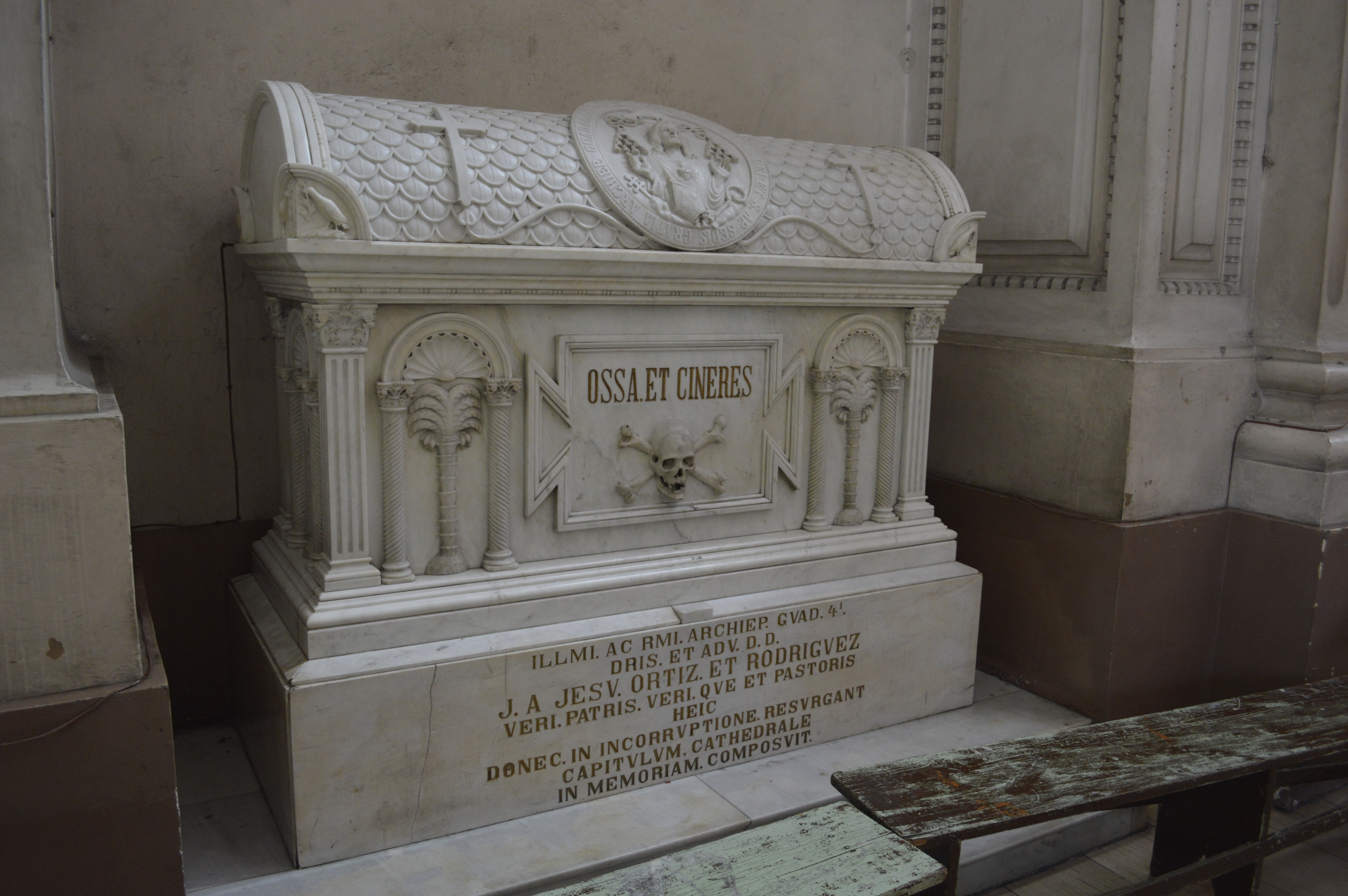
Sepulcro de José de Jesús Ortiz en el Sagrario Metropolitano de la Catedral de Guadalajara.

### Arzobispo de Guadalajara
Se encontraba en visita pastoral en el rancho de Santa Rosalía, en las cernías de Guadalupe y Calvo, cuando recibió un telegrama que le anunciaba que el 16 de septiembre de 1901 había sido nombrado arzobispo de Guadalajara por el papa León XIII. Arribó a Guadalajara el 4 de enero de 1902 y el día 6 le fue impuesto el palio arzobispal por el arzobispo de Michoacán, Atenógenes Silva.
En Guadalajara se dedicó sobre todo a la promoción de las sociedades mutualistas de obreros, fundando la Sociedad de Obreros Católicos entre otras organizaciones; el 15 de agosto de 1904 coronó a la imagen de Nuestra Señora de San Juan de los Lagos.
El 29 de septiembre de 1911 firmó el documento en el que avala la aparición de Jesucristo en Ocotlán, el Señor de la Misericordia.
Murió de una afección cardíaca el 19 de junio de 1912 en la ciudad de Guadalajara.